# Jean-Paul Roux
Jean-Paul Roux (5 de enero de 1925 - 29 de junio de 2009), fue un turcólogo francés, especialista en cultura islámica.

## Biografía
Se graduó en el Institut national des langues et civilisations orientales, la École du Louvre y la École Pratique des Hautes Études. En 1966 obtuvo un doctorado en literatura en París. Fue Director de Investigación en el CNRS de 1957 a 1970, Secretario de Ciencia del Departamento de Lenguas y Civilizaciones Orientales de 1960 a 1966, y profesor de arte islámico en la École du Louvre. Fue Comisionado General de las Artes Islámicas en la Orangerie del Tuileries en 1971 y también en el Grand Palais en 1977. Su libro Genghis Khan and the Mongol Empire (Genghis Khan y el Imperio mongol) de 2003, ha sido descrito como una "admirable breve introducción" por el historiador David Morgan.

## Publicaciones
- Gengis Khan et l'Imperio mongol, colección « Découvertes Gallimard » (n.º 422), serie Histórica. París: Éditions Gallimard (2002)
  - Edición de Estados Unidos – Genghis Khan and the Mongol Empire, "Abrams Discoveries" series. Nueva York: Harry N. Abrams (2003)
  - Edición de Reino Unido – Genghis Khan and the Mongol Empire, "New Horizons" serie. Londres: Thames & Hudson (2003)
- Montagnes sacrées, montagnes mythiques (1999)
- L'Asie centrale, histoire et civilisation (1997)
- Le roi, mythes et symbole (1995)
- Histoire de l'empire mongol (1993)
- Tamerlan (1991)
- Jésus (1989)
- Le sang. Mythes, symboles et réalités (1988)
- Babur, histoire des Grands Moghols (1986)
- Histoire des Turcs (1984)
- Les explorateurs au Moyen Âge  (1985, escrito con Sylvie-Anne Roux)
- La Religion des Turcs et des Mongols (1984)
- Mustafa Kemal et la Turquie nouvelle (1983)
- Les Tradiciones des nomades de la Turquie méridionale : contribución à l'étude des représentations religieuses des sociétés turques d'après les enquêtes effectuées chez les Yörük et les Tahtaci (1969)
- Faune et flore sacrées dans les sociétés altaïques (1966)
- La mort (la survie) chez les peuples altaïques anciens et médiévaux d'après les documents écrits (1963)